# والنتین اولتسکی
والنتین اولتسکی (اوکراینی: Валентин Арнольдович Олецький؛ زادهٔ ۲ ژوئن ۱۹۷۱) بازیکن هاکی روی یخ اهل اوکراین است.وی همچنین از بازیکنان هاکی روی یخ در المپیک زمستانی ۲۰۰۲ بوده است.